# Compas

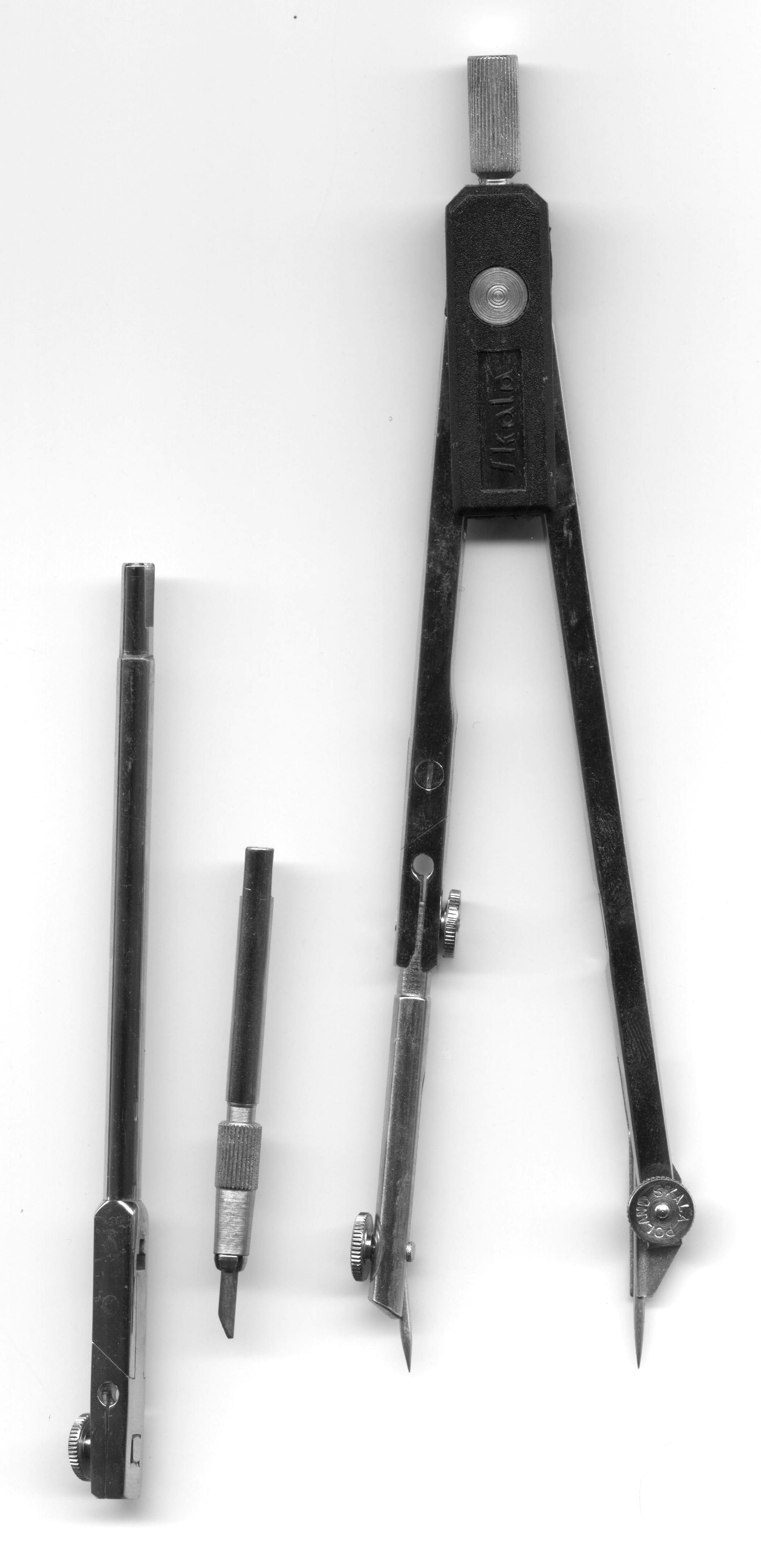
Un compas folosit pentru desen

Compasul este un instrument folosit în desenul tehnic pentru trasarea cercurilor sau arcelor de cerc, sau pentru măsurarea lungimilor, în particular pe hărți.
Compasul este compus din două brațe îmbinate la un capăt. De obicei, unul dintre brațe are la celălalt capăt un ac, iar celălalt un creion sau un alt instrument de trasat. Pentru a desena un cerc, se fixează acul pe hârtie în centrul cercului, după care, ținând brațele în unghi constant, se mișcă brațul cu creionul pe hârtie. Există compasuri cu două ace, folosite doar pentru măsurarea distanțelor.